# Hamilton 2 - Men ikke hvis det gælder din datter
Hamilton 2 - Men ikke hvis det gælder din datter er en svensk thrillerfilm fra 2012 instrueret af Tobias Falk. Filmen, som er baseret på Jan Guillous bøger om Carl Hamilton, er en separat efterfølger til Hamilton: I nationens interesse som udkom samme år.

## Handling
Agenten Hamiltons 7-årige guddatter kidnappes efter at hendes mor, der er chef for det svenske sikkerhedspoliti, udtaler sig i medierne om muslimske separatistgrupper. De svenske myndigheder forholder sig passive, så Hamilton må tage sagen i egne hænder.

## Medvirkende (i udvalg)
- Mikael Persbrandt som Carl Hamilton
- Frida Hallgren som Eva Tanguy
- Reuben Sallmander som Pierre Tanguy
- Lennart Hjulström som D.G.
- Steven Waddington som McCullen
- Peter Eggers som Patrik Wärnstrand
- Said Legue som Suleiman Al-Obeid
- Maria Langhammer som Helene Boström
- Anna Lindmarker som nyhedsvært